# Cnesmone poilanei
Cnesmone poilanei är en törelväxtart som först beskrevs av François Gagnepain, och fick sitt nu gällande namn av Léon Camille Marius Croizat. Cnesmone poilanei ingår i släktet Cnesmone och familjen törelväxter.
Artens utbredningsområde är Vietnam. Inga underarter finns listade i Catalogue of Life.